# Myrsine rivularis
Myrsine rivularis  es una especie de planta con flor en la familia Myrsinaceae.
Es endémica de Perú. Está amenazada por pérdida de hábitat. Arbusto hallado de la localidad original en la cuenca de un tributario del Inambari. El ejemplar tipo fue recolectado en 1902.

## Fuente
- World Conservation Monitoring Centre 1998.  Myrsine rivularis. 2006 IUCN Lista Roja de Especies Amenazadas; bajado 22 de agosto de 2007

1. ↑  Endemia